# Mohammed Khalfan
Mohammed Khalfan (en árabe: محمد خلفان‎, Khor Fakkan, Emiratos Árabes Unidos; 29 de diciembre de 1992) es un futbolista de los Emiratos Árabes Unidos que juega en la posición de [{extremo (fútbol)|extremo]]. Desde el 2023 juega con el Al Urooba Club de la División 1 de EAU.

## Carrera

### Club
| Periodo   | Club                              |
| --------- | --------------------------------- |
| 2010–2015 | Fujairah FC                       |
| 2015–2017 | Al Wasl FC                        |
| 2017      | → Dibba Al-Fujairah Club (cedido) |
| 2017–2019 | Fujairah FC                       |
| 2019–2021 | Sharjah FC                        |
| 2021–2022 | Khor Fakkan Club                  |
| 2022      | → Al Urooba Club (cedido)         |
| 2022–2023 | Dibba Al Fujairah Club            |
| 2023      | Hatta Club                        |
| 2023–     | Al Urooba Club                    |

### Selección nacional
Debutó con Emiratos Árabes Unidos el 26 de marzo de 2019 en un partido amistoso ante Siria. Participó en los Juegos Asiáticos de 2018 y en la Copa Asiática 2019.